# شو شی چانگ
شو شی چانگ (انگلیسی: Xu Shichang; ۲۰ اکتبر ۱۸۵۵ – ۵ ژوئن ۱۹۳۹) سیاست‌مدار اهل دودمان چینگ بود. او از ۱۰ اکتبر ۱۹۱۸ تا ۲ ژوئن ۱۹۲۲ رئیس‌جمهور جمهوری چین در پکن بود. او طولانی‌ترین ریاست جمهوری در دوره جنگسالاران را داشت.